# Петър Фиала
Петър Фиала (на чешки: Petr Fiala) е роден на 1 септември 1964 г. в Бърно, тогава Чехословакия, е чешки политолог, университетски професор и политик. Бивш ректор на Масариковия университет и заместник-председател на Долната камара на Чешкия парламент. Бил е министър на образованието, младежта и спорта в правителството на Петър Нечас. Понастоящем е председател на Гражданската демократична партия и министър-председател на правителството на Чехия (от 28 ноември 2021 г.), съставено от тройна коалиция на мнозинството.

## Биография
Произхожда от образовано градско семейство. Дядо му Франтишек е бил юрист, работил като главен съветник в градските управи в Острава, Ходонин и Оломоуц и по-късно e държавен съветник в Бърно. Баба му по бащина линия като еврейка е въдворена в нацистки концлагер, където умира.
Баща му Игор също попада в концлагер (1944), но остава жив. След идването на комунистическия режим в Чехословакия (1948) влиза в Комунистическата партия на Чехословакия, но след потъпкването на Унгарското въстание (1956), в знак на протест я напуска през 1956 г. Кадровият профил на семейството е влошен и затова е могъл да упражнява само работнически професии. Майка му Зденка е чиновничка. 
Петър Фиала завършва Философския факултет със специалност „История и чешка литература“ в Масариковия университет в Бърно (1983-1988). От 1984 г. се включва в дисидентска дейност. 
През 1992 г. Петър Фиала се жени за съпругата си Яна, с която се запознават по време на Нежната революция (1998). Тя е биолог и работи в Институт по обществено здраве, а по-късно като зам. декан по учебната част на Медицинския факултет на Масариковия университет. Имат три деца, всичките с висше образование. 

## Академична кариера
След завършване на висшето си образование, Петър Фиала работи като:
- 1988-1989 – историк в музей в Кромержиж
- 1989-1990 – след Нежната революция, за кратко е редактор във в-к Народна демокрация (Lidová demokracie)
- 1990 – Участва в създаването на Катедра по политология към Философския факултет на Масариковия университет в Бърно
- 1993-2003 – Ръководител Кадедра по политология
- 1996 – хабилитиран в Карловия университет в Прага
- 2002 – избран за професор по политология в Масариковия университет
- 2002 – един от създателите и пръв ръководител на Катедра по международни отношения и европейски изследвания
- 2004 – декан на Факултет по социални изследвания
- 2004 – 2011 – ректор на Масариковия университет (два мандата), през който период университетът бележи значим качествен и количествен прогрес – става най-желаният за обучение университет в Чехия, разработва се общодържавна система за пресичане на плагиатството, строи се нов студенстки кампус, създава собствена изследователска база в Антарктида и мн. др.
- 2011-2012 – след изтичане на двата ректорски мандата, заема длъжността заместник-ректор по учебната част на университета.

## Политическа кариера
- 2011-2012 - Главен съветник по научните въпроси на премиер-министъра Петър Нечас (Гражданска демократична партия)
- 2012-2013 – Министър на образованието, младежта и спорта в правителството на Петър Нечас
- 2013 - В парламентарните избори за Долна камара се кандидатира от листата на Гражданска демократична партия и е избран за депутат с най-много преференциални гласове. Впоследствие е избран и за зам. председател на парламентарната група на ГДП.
- 2014 - На Конгрес на ГДП е избран за председател на партията още на първи тур
- 2018 – На поредния конгрес на ГДП е преизбран за председател на партията с 451 гласа от 483 възможни
- 2021 – На предсрочните избори за долната камара на парламента е водач на листа на тройната коалиция СПОЛУ (срещу АНО 2011 на Андрей Бабиш) и отново е избран за депутат
- 28.11.2021 – С указ на президента Милош Земан е назначен за премиер-министър на коалиционното правителство на Чешката република.